# Milziade Caprili
Milziade Caprili (Viareggio, 24 ottobre 1948 – Viareggio, 10 giugno 2013) è stato un politico italiano.

## Biografia
Inizia a far politica nel 1963, aderendo alla Federazione Giovanile Comunista Italiana della sua città, passando in seguito al Partito Comunista Italiano. Nel 1967, come rappresentante degli studenti del liceo classico, partecipa alla manifestazione che sfocerà nell'assedio del Commissariato di Viareggio. La sua ascesa politica passa da cariche locali, come quelle di segretario di partito nella Federazione della Versilia, consigliere comunale di Viareggio (per 20 anni), assessore allo sport, alla cultura e al decentramento. Ricopre anche il ruolo di vicesindaco di Viareggio.
Viene eletto deputato per il PCI dopo le elezioni politiche del 1983, venendo riconfermato anche dopo quelle del 1987. Dopo la svolta della Bolognina aderisce al Partito della Rifondazione Comunista, con cui viene rieletto alla Camera alle elezioni politiche del 1992.
Con il PRC candida al Senato alle elezioni politiche del 2001 nel collegio uninominale di Livorno, ottenendo il 7,9% dei voti, senza essere eletto.
Nella XV legislatura, compresa fra il 2006 e il 2008, è stato uno dei vicepresidenti del Senato della Repubblica.
In occasione delle elezioni politiche del 2008, per sopraggiunti limiti di mandato, la direzione di Rifondazione Comunista ha deciso di non ricandidarlo al Senato. Caprili nello stesso anno è il candidato sindaco per La Sinistra l'Arcobaleno nella città di Viareggio, ottenendo il 12,6% dei voti e diventando consigliere comunale.
Muore nel 2013 all'età di 64 anni dopo una breve malattia. Lascia la moglie Amalia, che aveva sposato nel 1975